# Santa Maria Imperatrice
Santa Maria Imperatrice var en kyrkobyggnad i Rom, helgad åt Jungfru Maria i hennes roll som kejsarinna (imperatrice) över himmelen och jorden. Den var belägen vid Via dei Santi Quattro i Rione Campitelli.

## Kyrkans historia
Det har inte säkerställts när kyrkan uppfördes, men ett dokument anger att den åtminstone fanns i början av 1600-talet.
Denna lilla kyrka uppfördes för att hysa den undergörande ikonen Madonnan och Barnet från 500-talet, vilken tidigare fanns i ett gatukapell vid basilikan Santi Quattro Coronati. Enligt traditionen skall ikonen ha talat till påve Gregorius den store (590–604). Påve Alexander VII (1655–1667) lät placera ikonen bakom ett järngaller ovanför kyrkans altare. En inskription sattes upp, vilken återgav traditionen från Gregorius den store.
| ” | Questa è l'imagine della gloriosa Vergine Maria, detta s. Maria imperatrice quale parlò a s. Gregorio papa. | „ |

År 1826 överfördes ikonen till den närbelägna kyrkan Santa Maria delle Grazie; anledningen till detta var att kyrkan Santa Maria Imperatrice var förfallen. Ägaren till den intilliggande Villa Campana, markisen Pietro Campana, lät restaurera Santa Maria Imperatrice. I slutet av 1880-talet såldes villan och kyrkan Santa Maria Imperatrice revs. På platsen byggdes senare bostadshus.